# خوان سباستین الکانو
خوان سباستین الکانو (انگلیسی: Juan Sebastián Elcano؛ زاده ۱۰ مارس ۱۴۷۶ درگذشته 
اوت 4, ۱۵۲۶ (۴۹−۵۰ سال)
) یک ملوان اهل اسپانیا بود.